# Andrea Schlager

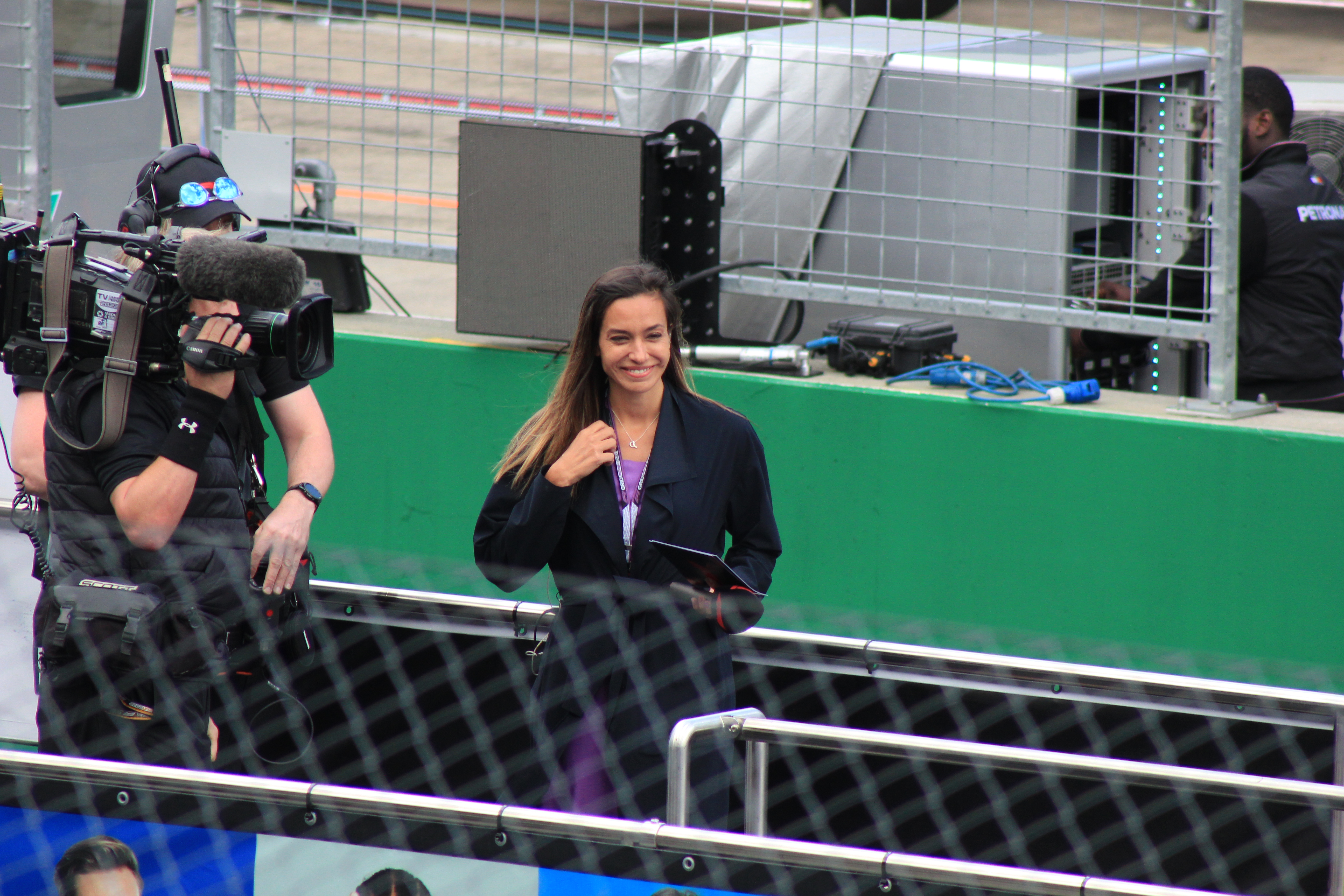
Andrea Schlager en el Gran Premio de Austria 2022

Andrea Schlager (16 de junio de 1982; Knittelfeld) es una presentadora de televisión y periodista austriaca. Es conocida como reportera en las secciones de Fórmula 1, tenis y hockey sobre hielo para el canal ServusTV.

## Biografía

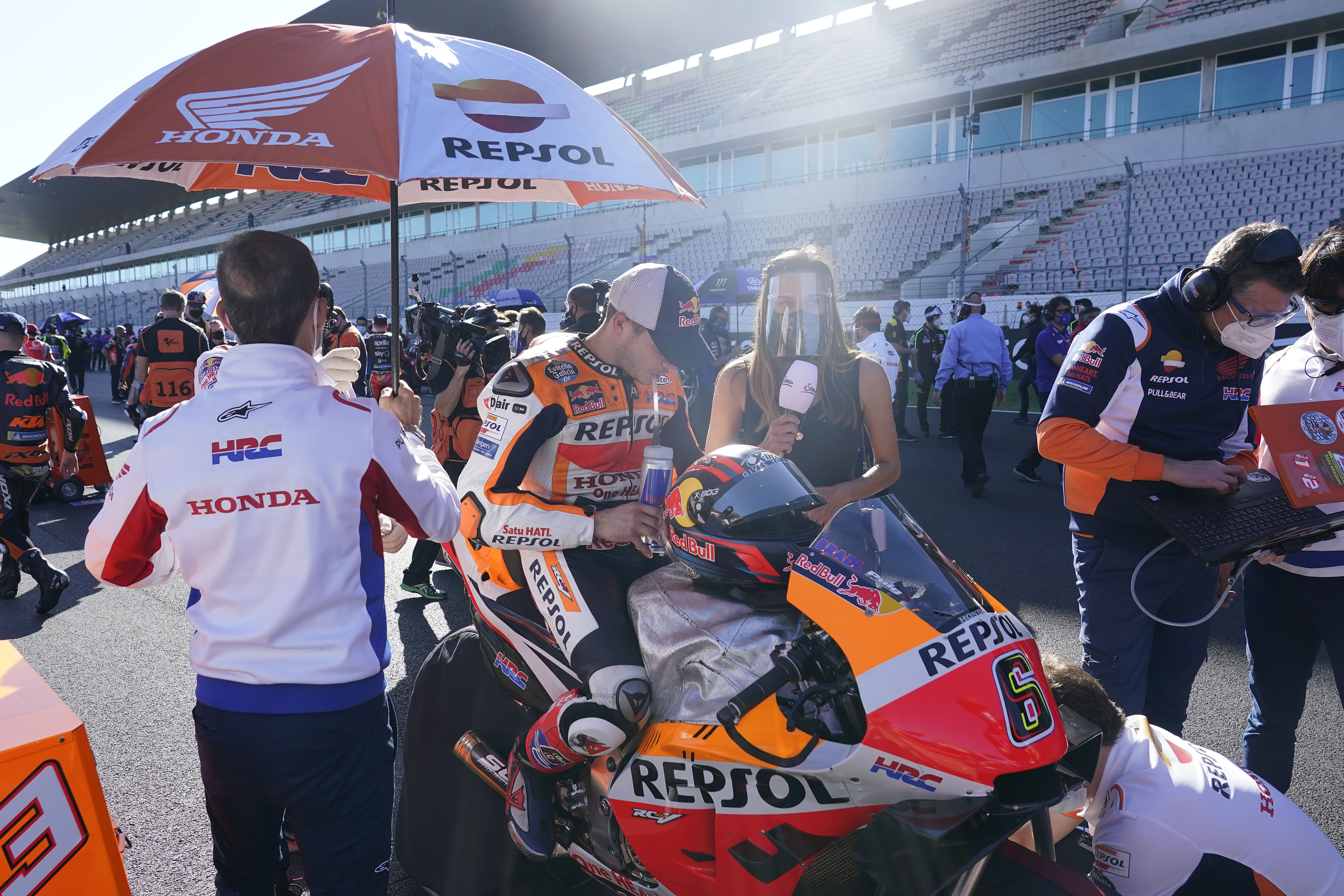
Andrea Schlager durante una entrevista con Stefan Bradl en el Gran Premio de Portugal de 2020

Schlager creció en Knittelfeld. Cuando todavía estaba en la escuela secundaria, trabajó en varias carreras de Fórmula 1, incluso en el cercano Red Bull Ring, por ejemplo en la oficina de Bernie Ecclestone en la FOM .  Después de graduarse de la escuela secundaria, primero estudió inglés y marketing en Graz y luego completó con éxito el curso de periodismo deportivo en Salzburgo. 
Schlager trabajó durante seis meses en el departamento de deportes. A esto le siguió trabajo para varias productoras delante y detrás de la cámara. Moderó programas de entrevistas como el programa Viena en directo de la emisora urbana de Viena W24 .
En 2013, la mujer de Alta Estiria fue contratada por la cadena de televisión privada austriaca ServusTV. Tras un casting, se convirtió en una de las principales presentadoras del programa Servus am Morgen . También trabajó allí como reportera en vivo en eventos importantes como los Juegos Olímpicos de Invierno de 2014 en Sochi y la Copa del Mundo de 2014 en Brasil . Durante la Copa del Mundo, informó diariamente durante cinco semanas con reportajes desde una perspectiva ligeramente diferente – como moderador y editor al mismo tiempo. También fue nominada al Premio Austriaco de Periodista Deportivo por la calidad de estos cortometrajes documentales.
Aunque Andrea Schlager permaneció en el equipo del programa matutino hasta 2017, se dedicó cada vez más al deporte. Desde otoño de 2015 hasta primavera de 2020 presentó en directo el programa Servus Hockey Night desde el partido más importante de la ronda. Y desde que Servus TV adquirió los derechos de retransmisión del Mundial de Motociclismo en 2016, ha sido presentadora de los programas en directo en circuitos de todo el mundo para entrevistar a pilotos y jefes de equipo desde la parrilla de salida hasta la entrega de premios. Como experto la apoyan la leyenda austriaca del motociclismo Gustl Auinger y, desde octubre de 2020, Stefan Nebel de forma esporádica.
Por sus logros, en 2019 fue nombrada “Periodista deportiva austriaca del año” en una encuesta de la revista especializada Extradienst.
Schlager también modera las retransmisiones de tenis en Servus TV desde 2019, por ejemplo en el Abierto de Australia en Melbourne o en el Abierto de Estados Unidos.

## Vida privada
Schlager vive en Salzburgo; antes de eso, Portugal fue durante algunos años su hogar adoptivo.  En primavera de 2022 se anunció que estaba en una relación con Fernando Alonso.  La relación fue declarada terminada por ambas partes un año después.

## Reconocimientos
- 2014: Nominado al Premio Austriaco de Periodista Deportivo de Sports Media Austria
- 2019: Periodista deportivo del año – elección de la revista especializada Extradienst